# Чеботина, Люся
Людми́ла Андре́евна (Лю́ся) Чебо́тина (род. 26 апреля 1997, Петропавловск-Камчатский) — российская певица, автор песен, актриса кино и озвучивания.

## Биография
Родилась 26 апреля 1997 года в Петропавловске-Камчатском. Окончила Государственный музыкальный колледж эстрадного и джазового искусства, имеет диплом педагога по эстрадно-джазовому вокалу.
В 2015 году дошла до четвертьфинала украинской версии телешоу «Голос» («Голос страны»). Кроме того, участвовала в индийском телевизионном конкурсе Dil Hai Hindustani, в котором исполняют песни из болливудских фильмов. Принимала участие в проекте «Главная сцена» на телеканале «Россия-1». Была признана самой стильной участницей конкурса «Новая волна 2017».
При этом, согласно распространённой биографии певицы, цитируемой Алексеем Мажаевым в своей рецензии на её дебютный альбом, «популярность к Люсе Чеботиной пришла абсолютно неожиданно. Однажды вечером девушка выложила в Instagram кавер-версию песни Арианы Гранде, а проснувшись утром, обнаружила, что число её подписчиков резко возросло».
В 2017—2018 годах работала с Doni (дуэты «Сон» и «Рандеву»), c композитором и поэтом-песенником Андреем Резниковым (дуэт «Давайте вспомним всех», в октябре 2018 года песня «Два выстрела») и с Luxor’ом («No Cry»).
В феврале 2019 года представила собственную песню «Очарована тобой» (продюсер DJ Daveed). В апреле 2019 года был записан совместный трек певицы «Balzam» с Даном Баланом. В конце июня вышла песня «Будь смелей», записанная в дуэте с ЮрКиссом.
11 октября 2019 года у Люси Чеботиной вышел первый альбом «Безлимитная любовь». 14 ноября в московском клубе «Москва» певица дала свой первый в карьере сольный концерт.
В июне 2020 года представила песню «Унисон», спетую дуэтом с Дмитрием Маликовым.
29 октября 2021 года выпустила второй студийный альбом «The End». Ведущий сингл с альбома «Солнце Монако» уже к середине ноября занял 6 строчку в Apple Music и чарте ВКонтакте, затем добрался до 2-го места в «Яндекс Музыке» и до 63-го — в мировом топе Shazam.
3 ноября 2023 года на лейбле Rocket Records представила третий студийный альбом «Первая леди». Альбом включает в себя синглы «Абьюз» и «Псевдомодели», а также 6 ранее неизданных треков (включая акустическую версию песни «Абьюз»). Автором всех песен стала сама певица.

## Хобби и увлечения
Является болельщицей московского футбольного клуба «Динамо».

## Дискография

### Альбомы
| Оценки критиков | Оценки критиков |
| Источник        | Оценка          |
| --------------- | --------------- |
| InterMedia      | [ 6 ]           |

| Название             | Информация                                                                                      |
| -------------------- | ----------------------------------------------------------------------------------------------- |
| «Безлимитная любовь» | - Дата выхода: 11 октября 2019 - Лейбл: Zhara Music - Формат: цифровая дистрибуция              |
| «The End»            | - Дата выхода: 29 октября 2021 - Лейбл: RockFam - Формат: цифровая дистрибуция                  |
| «Первая леди»        | - Дата выхода: 3 ноября 2023 - Лейбл: Rocket Records, Black star - Формат: цифровая дистрибуция |

### Синглы
- 2016 — «Халява»
- 2016 — «Breathe» (feat. Александр Фоменкоф)
- 2017 — «Пина колада» — № 951 TopHit Top Radio & YouTube Hits[27]
- 2017 — «Забудем» (feat. Haart)
- 2017 — «Где ты» (feat. DJ Daveed)
- 2017 — «Ты просто сво»
- 2017 — «Сон» (feat. Doni)
- 2018 — «Соблазн»
- 2018 — «Стать свободной» (feat. Yan Space)
- 2018 — «Давайте вспомним всех» (feat. Андрей Резников)
- 2018 — «Мимоза»
- 2018 — «No Cry» (feat. Luxor)
- 2018 — «Лето — жара» (feat. Стас Море)
- 2018 — «Рандеву» (feat. Doni)
- 2018 — «Плохая девочка»
- 2018 — «Забери меня домой»
- 2018 — «Два выстрела» — № 95 TopHit Top Radio & YouTube Hits, № 97 TopHit Top Radio Hits[28]
- 2018 — «Ночью и днём»
- 2019 — «Очарована тобой»
- 2019 — «Заморочила»
- 2019 — «Фак-Ю» (feat. Клава Кока)
- 2019 — «Balzam» (feat. Dan Balan)
- 2019 — «Всё не то» (feat. ЮрКисс)
- 2019 — «Будь смелей» (feat. ЮрКисс) — № 93 TopHit Top Radio & YouTube Hits, № 98 TopHit Top Radio Hits[29]
- 2019 — «Испорть мне ночь» (feat. Haart)
- 2019 — «Безлимитная любовь»
- 2019 — «Мама знает»
- 2020 — «Дисконнект» (feat. Bahh Tee)
- 2020 — «Деньги»
- 2020 — «Coming Out»
- 2020 — «Унисон» (feat. Дмитрий Маликов)
- 2020 — «Смело»
- 2020 — «Мама, как быть?»
- 2020 — «Soulmate»
- 2020 — «Не лай»
- 2020 — «Письмо санте»
- 2021 — «Oh-oh»
- 2021 — «Забываю» (feat. Никита Киоссе)
- 2021 — «Дон»
- 2021 — «Небо» (feat. Анита Цой)
- 2021 — «Маме»
- 2021 — «ПоSOSёмся» (feat. Yakimo & DJ Daveed)
- 2021 — «Хьюстон»
- 2021 — «Your Love» (feat. Arut & Haart)
- 2021 — «Trend»
- 2021 — «Солнце Монако»
- 2021 — «Запомни»
- 2021 — «Письмо санте 2»
- 2022 — «Аэроэкспресс»
- 2022 — «Главная причина» (OST: «Хочу замуж»)
- 2022 — «Триггер»
- 2022 — «June song»
- 2022 — «Солнце Монако (Tha Remix)» (feat. blago white & MAYOT)
- 2022 — «Плакал Голливуд»
- 2022 — «Секрет на двоих» (feat. Дима Билан)
- 2022 — «Звучишь во мне» (feat. ЮрКисс)
- 2022 — «Синий Ветер — Белый Лён» (feat. Игорь Николаев)
- 2023 — «Моё»
- 2023 — «Лучшая подруга»
- 2023 — «Королева» (feat. Филипп Киркоров)
- 2023 — «Целуй меня»
- 2023 — «Абьюз»
- 2023 — «Псевдомодели»
- 2023 — «Мастер сатиры»
- 2023 — «Одиночество моё» (feat. X-Date)
- 2024 — «Командир»
- 2024 — «За бывшего»
- 2024 — «Пошлю его на» (Лолита cover)
- 2024 — «Двое одиночек» (feat. Стас Михайлов)
- 2024 — «Фараон»
- 2024 — «Москва-Дубай»
- 2025 — «Каблук»
- 2025 — «Ты не один» (Из к/ф «Больше чем футбол», feat. Алексей Воробьёв)

#### Участие на альбомах других исполнителей
- 2019 — «Океан» — Luxor (альбом One)
- 2019 — «Амнезия» — DJ Smash (альбом Viva Amnesia)
- 2021 — «Balzam» — Dan Balan (альбом Freedom, Pt. 2)
- 2022 — «Спасибо» — Doni (альбом Come Back)
- 2023 — «Императрица» (OST «Императрицы», Ирина Аллегрова — «Императрицы» cover)

## Фильмография
- 2019 — «Холоп» — Анфиса, девушка в клубе
- 2022 — «Хочу замуж» — парапланеристка
- 2022 — «Честный развод 2» — член жюри
- 2022 — «СамоИрония судьбы» — стюардесса в воображении Жени Лукашина
- 2023 — «Лето в городе» — певица Люсия
- 2023 — «Иван Васильевич меняет всё» — солистка группы ABBA
- 2024 — «Подростки в космосе» — Афина, искусственный интеллект космической станции
- 2024 — «Молот ведьм» — Алескерка, блогерша
- 2025 — «Больше, чем футбол» — Риточка

## Озвучивание
- 2024 — «Невский (мультсериал)» — Василиса

## Видеография
| Год                           | Клип                                          | Режиссёр                      | Альбом                                         |
| ----------------------------- | --------------------------------------------- | ----------------------------- | ---------------------------------------------- |
| 2017                          | Сон (feat. Doni)                              | не указан                     | без альбома                                    |
| 2018                          | Ты просто сво…                                | не указан                     | без альбома                                    |
| 2018                          | Давайте вспомним всех (feat. Андрей Резников) | не указан                     | без альбома                                    |
| 2018                          | Рандеву (feat. Doni)                          | Рустам Романов                | без альбома                                    |
| 2018                          | No Cry (feat. Luxor)                          | Дарья Тогмитова               | без альбома                                    |
| 2019                          | Два выстрела                                  | не указан                     | без альбома                                    |
| 2019                          | Balzam (feat. Dan Balan)                      | Сергей Солодкий               | Freedom, Pt. 2 (альбом Dan Balan’а)            |
| 2019                          | Амнезия (feat. DJ Smash)                      | Андрей Ширман и Денис Сериков | Viva Amnesia (альбом DJ Smash’a)               |
| 2019                          | Будь смелей (feat. ЮрКисс)                    | Павел Бойченко                | без альбома                                    |
| 2019                          | Всё не то (feat. ЮрКисс)                      | не указан                     | Безлимитная любовь                             |
| 2019                          | Испорть мне ночь (feat. Haart)                | Ильяр Бурашев                 | без альбома                                    |
| 2020                          | Переплёт из стали                             | не указан                     | Безлимитная любовь                             |
| 2020                          | Забери меня домой (feat. DJ Daveed)           | не указан                     | Дневникпамяти (альбом макси-сингл DJ Daveed’a) |
| 2020                          | Рохи (душа моя)                               | не указан                     | Безлимитная любовь                             |
| 2020                          | Coming Out                                    | Ильяр Бурашев                 | без альбома                                    |
| 2020                          | Soulmate                                      | не указан                     | без альбома                                    |
| 2020                          | Письмо санте                                  | не указан                     | без альбома                                    |
| 2021                          | Oh-oh                                         | не указан                     | без альбома                                    |
| 2021                          | ПоSOSёмся (feat. Yakimo & DJ Daveed)          | не указан                     | без альбома                                    |
| 2021                          | Солнце Монако                                 | не указан                     | The End                                        |
| 2021                          | 8/Your Kiss                                   | не указан                     | The End                                        |
| 2022                          | Амур (feat. DJ Daveed)                        | Ава                           | The End                                        |
| 2022                          | Your Love (feat. Arut & DJ Daveed)            | Александр Романов             | без альбома                                    |
| 2022                          | June Song                                     | не указан                     | без альбома                                    |
| 2022                          | Плакал Голливуд                               | не указан                     | без альбома                                    |
| 2023                          | Лучшая подруга                                | не указан                     | без альбома                                    |
| 2023                          | Королева (feat. Филипп Киркоров)              | Заур Засеев                   | без альбома                                    |
| 2023                          | Одиночество моё (feat. X-Date)                | не указан                     | без альбома                                    |
| 2024                          | Командир                                      | не указан                     | без альбома                                    |
| 2024                          | За бывшего                                    | не указан                     | без альбома                                    |
| Участие у других исполнителей |                                               |                               |                                                |
| 2021                          | «Бабки есть» (клип ЮрКисса)                   | не указан                     | без альбома                                    |
| 2024                          | «Чёрная пантера» (клип Филиппа Киркорова)     | Заур Засеев                   | без альбома                                    |
| 2025                          | «Туда-сюда» (клип Gorilla Zippo)              |                               |                                                |

## Премии и номинации
| Год  | Премия                   | Категория или номинированная работа | Результат | Ист.   |
| ---- | ------------------------ | ----------------------------------- | --------- | ------ |
| 2019 | Премия RU.TV             | Интернет-певица                     | Номинация | [ 30 ] |
| 2019 | Successful Ladies Awards | Лучшая исполнительница              | Победа    | [ 31 ] |
| 2019 | #Instars-Awards          | Лучшая интернет-певица              | Победа    | [ 32 ] |
| 2022 | Премия RU.TV             | Лучший старт                        | Победа    | [ 33 ] |
| 2022 | Жара Music Awards        | Выбор VOICE                         | Победа    |        |
| 2022 | «Золотой граммофон»      | «Солнце Монако»                     | Победа    | [ 34 ] |
| 2022 | «Песня года»             | «Солнце Монако»                     | Победа    |        |
| 2023 | «Песня года»             | «Плакал Голливуд»                   | Победа    |        |
| 2023 | Жара Music Awards        | Хитмейкер года                      | Победа    |        |
| 2024 | Жара Music Awards        | Певица года                         | Победа    | [ 35 ] |
| 2024 | Жара Music Awards        | Песня года («Лучшая подруга»)       | Номинация | [ 35 ] |
| 2024 | Жара Music Awards        | Альбом года («Первая леди»)         | Номинация | [ 35 ] |
| 2024 | Жара Music Awards        | Вне времени («Императрица»)         | Номинация | [ 35 ] |